# Rodgers Rop
Rodgers Rop (Districte Nandi, Kenya, 16 de febrer de 1976) és un atleta kenyà especialitzat en carreres de llarga distància.
L'any 2002 va guanyar la Marató de Nova York i la Marató de Boston, passant a formar part de l'exclusiu grup d'atletes que han aconseguit guanyar les dues carreres: Bill Rodgers, Alberto Salazar, Ibrahim Hussein i Joseph Chebet. L'any 2003 va intentar revalidar els dos títols, però va finalitzar 7è en la Marató de Boston i 2n en la Marató de Nova York.
El 2006 va millorar el seu rècord personal, aconseguint una marca de 2:07:34 a la Marató de Londres en què va quedar el 6è. Aquest mateix any va actuar com a llebre de l'atleta etíop Haile Gebrselassie, quan aquest últim va millorar el rècord mundial i s'establí una marca de 2:04:26 a la Marató de Berlín.
El 2007 va guanyar la Marató d'Hamburg amb un temps de 2:07:32, un segon per davant de Wilfred Kigen, millorant de nou el seu rècord personal.